# Université Hong Duc
L'Université Hong Duc, (HDU) est une université publique du Vietnam, située dans la ville de Thanh Hóa, près du lycée Lam Son et de la plage de Sầm Sơn,,.

## Infrastructures
Après trois phases d'investissement et de construction, les installations destinées aux activités professionnelles de l'université sont jusqu'à présent assez complètes et modernes. Avec une superficie totale de 478 000 m2, dont le campus principal fait 384 000 m2 et le Centre d'éducation à la défense et à la sécurité de 94 000 m2, l'Université Hong Duc est l'un des établissements d'enseignement supérieur.

## Programme académique
L'organisation de l'université se compose actuellement de 33 unités affiliées, dont 12 facultés de formation, dix bureaux, trois conseils et sept centres et stations médicales.
L'université coopère avec des écoles, des instituts et des organisations, notamment[6] l'Université de Zielona Góra (Pologne), l'Université de Greifswald, l'Université des sciences appliquées d'Anhalt (Allemagne), l'Université de Soongsil (Corée), l'Université d'Aix-Marseille, Polytech Tours (France)...
Les étudiants de l'université ont rejoint la délégation provinciale des athlètes pour assister au Congrès national des sports et au Championnat d'Asie du Sud-Est. Ils ont remporté de nombreuses médailles, dont 16 médailles d'or, d'argent et de bronze en taekwondo, vovinam, sepak takraw, wushu, kick-boxing et muay.

## Réalisations
Médaille du travail de première classe (2017).
En 2017, l'École a été reconnue comme répondant aux normes d'accréditation de qualité de l'enseignement supérieur selon la réglementation du ministère de l'Éducation et de la Formation.

## Anciens élèves notables
- Nguyễn Thị Hương[11],[12], taekwondo
- Lê Thị Hiền[13],[14], vovinam
- Vũ Tú[15],[16],[17], sculpteur[18], major de promotion HDU[19]